# Oybin

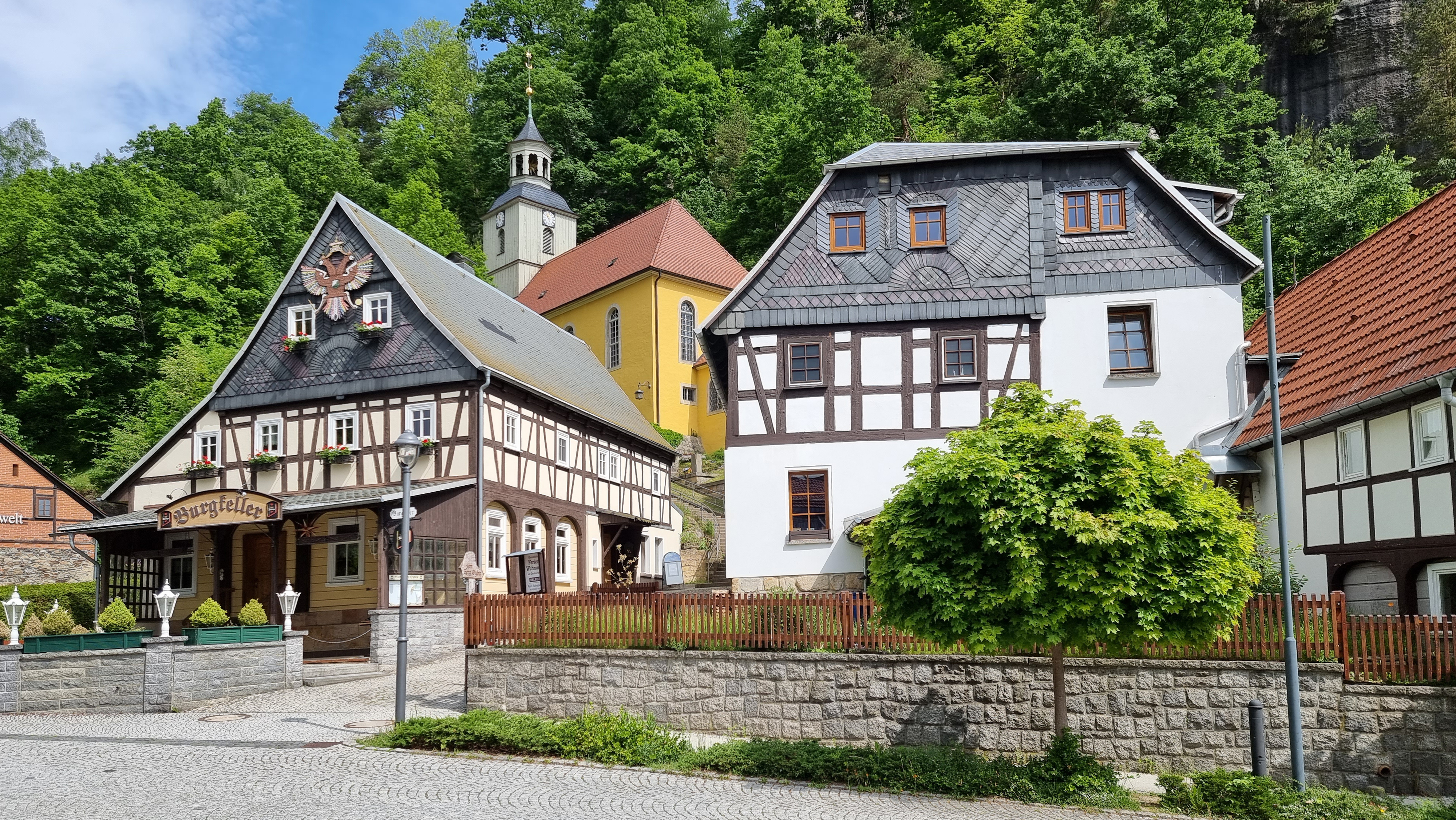
Umgebinde in Oybin mit der Bergkirche

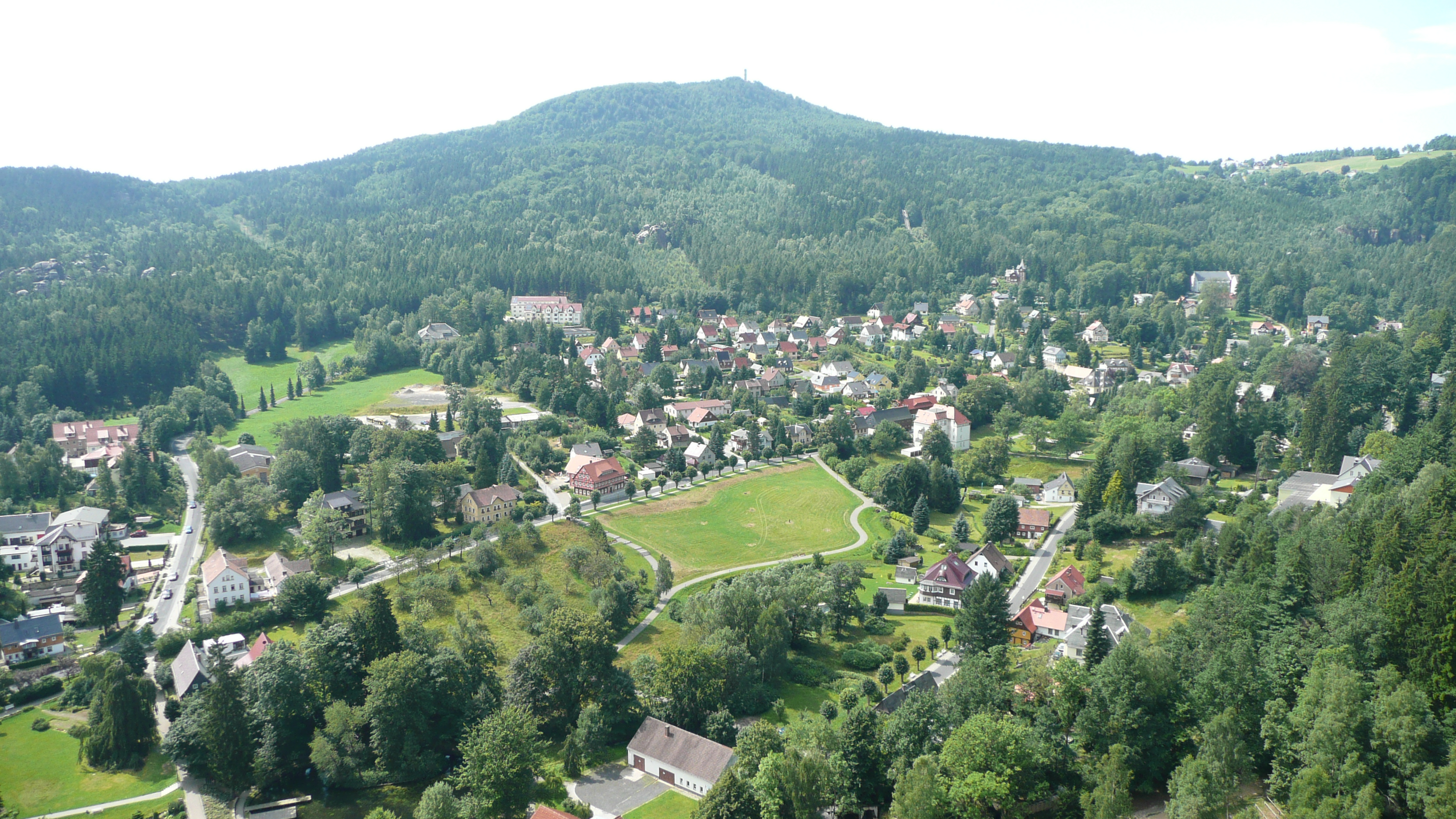
Blick auf Oybin und den Hochwald 2010

Oybin (Aussprache [ɔɪ̯ˈbiːn] Ausspracheⓘ) ist eine Gemeinde im Oberlausitzer Landkreis Görlitz, die im Südosten Sachsens an der Grenze zu Tschechien liegt.

## Geografie und Verkehr

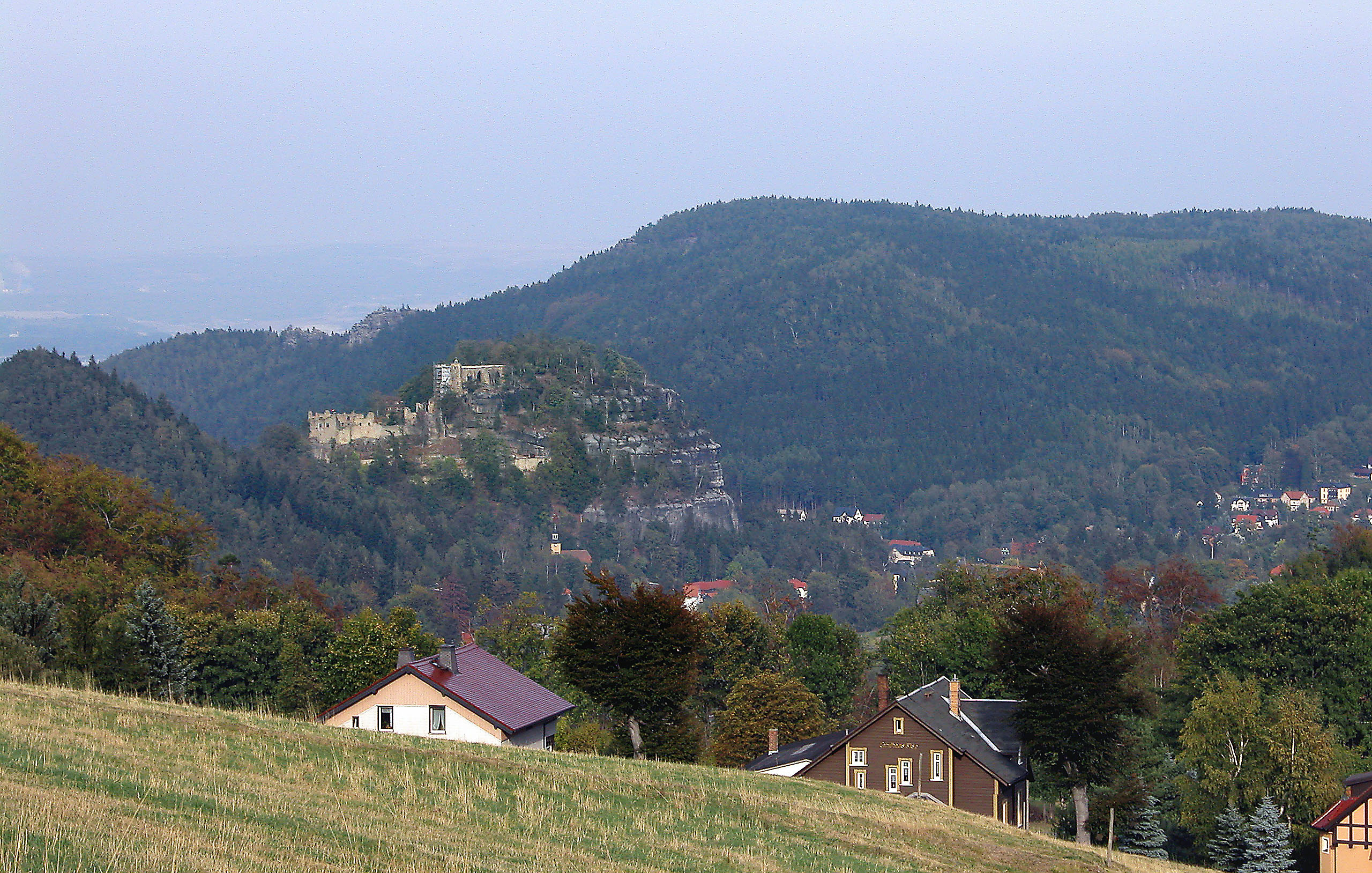
Berg Oybin mit Ruine

Der Ort ist Endbahnhof der dampfbetriebenen Schmalspurbahn Zittau–Kurort Oybin und liegt am Fuße des Berges Oybin in einem vom Goldbach gebildeten Talkessel des Zittauer Gebirges. Der Ortsteil Lückendorf liegt als einziger deutscher Ort auf der Südseite des Gebirges. Umliegende Berge sind der Hochwald (mit 749 m ü. NN höchster Berg im Gemeindegebiet und zweithöchster Berg im Zittauer Gebirge), der Töpfer, der Ameisenberg, die Brandhöhe und der Scharfenstein.

### Geologie
Der Talkessel wird durch den Sandsteinmonolithen des Berges Oybin dominiert. Überhaupt ist der Sandstein vorherrschendes Gestein im Gemeindegebiet. Die Festigkeit des Gesteines hängt stark von dem Gebiet ab. Während es im Talkessel im Gebiet der Rosensteine und Bienenhaidsteine sehr weich ist, nimmt die Festigkeit nach Norden und Osten meist zu. Am festesten ist der Sandstein entlang der Lausitzer Verwerfung, wo er im Tertiär durch aufsteigendes Magma thermisch gehärtet wurde, beispielsweise an der Nordostecke des Töpfers, wo der Sandstein stellenweise sogar verglaste. Im Ortsteil Hain gibt es mit dem Johannisstein (tschech.: Jánské kameny) einen Basaltdurchbruch, während der obere Teil des Hochwaldes (als erloschener Vulkan) aus Phonolith besteht.
Interessant ist der Umstand, dass es geschichtlich belegt und nachgewiesen im Gebiet Oybin und besonders im Ortsteil Hölle zu zahlreichen Erdbeben gekommen ist. Am 6. März 1872 war ein solches Beben dermaßen stark, dass „Häuser heftig bewegt wurden und Bewohner einzelner Häuser erschreckt ins Freie eilten“. Das letzte starke Beben ereignete sich am 10. Januar 1901.

### Ortsgliederung
Die Gemeinde Oybin gliedert sich in die Ortsteile Kurort Oybin, Hain und Luftkurort Lückendorf.

## Geschichte

### Mittelalter
Die Geschichte des Ortes ist eng mit der Burg auf dem Berg Oybin verknüpft. Im Jahr 1290 wurde die Burg als Moybin erstmals urkundlich erwähnt. Schon vorher war der Berg besiedelt und auch befestigt. Im Jahr 1291 wurde die auf dem Berg befindliche Burganlage von der Stadt Zittau eingenommen und zerstört. Bereits wenige Jahre später wurde die Burg von Heinrich von Leipa wieder auf- und ausgebaut.
Kaiser Karl IV. ließ die Burg weiter ausbauen und stiftete 1369 dort ein Cölestinerkloster. Im Zuge der Hussitenkriege belagerte ein hussitisches Heer im September 1429 die Burg Oybin; am 28. September 1429 scheiterte ihr Versuch, die Burg zu stürmen; danach zogen sie sich zurück. Die Cölestiner aus Oybin übernahmen 1472 auch das pfälzische Kloster Schönfeld bei Bad Dürkheim, das sie aber 1499 wieder aufgaben.

### Neuzeit
Das Cölestinerkloster wurde im Zuge der Reformation aufgelöst; das Kloster und die Burg verfielen.

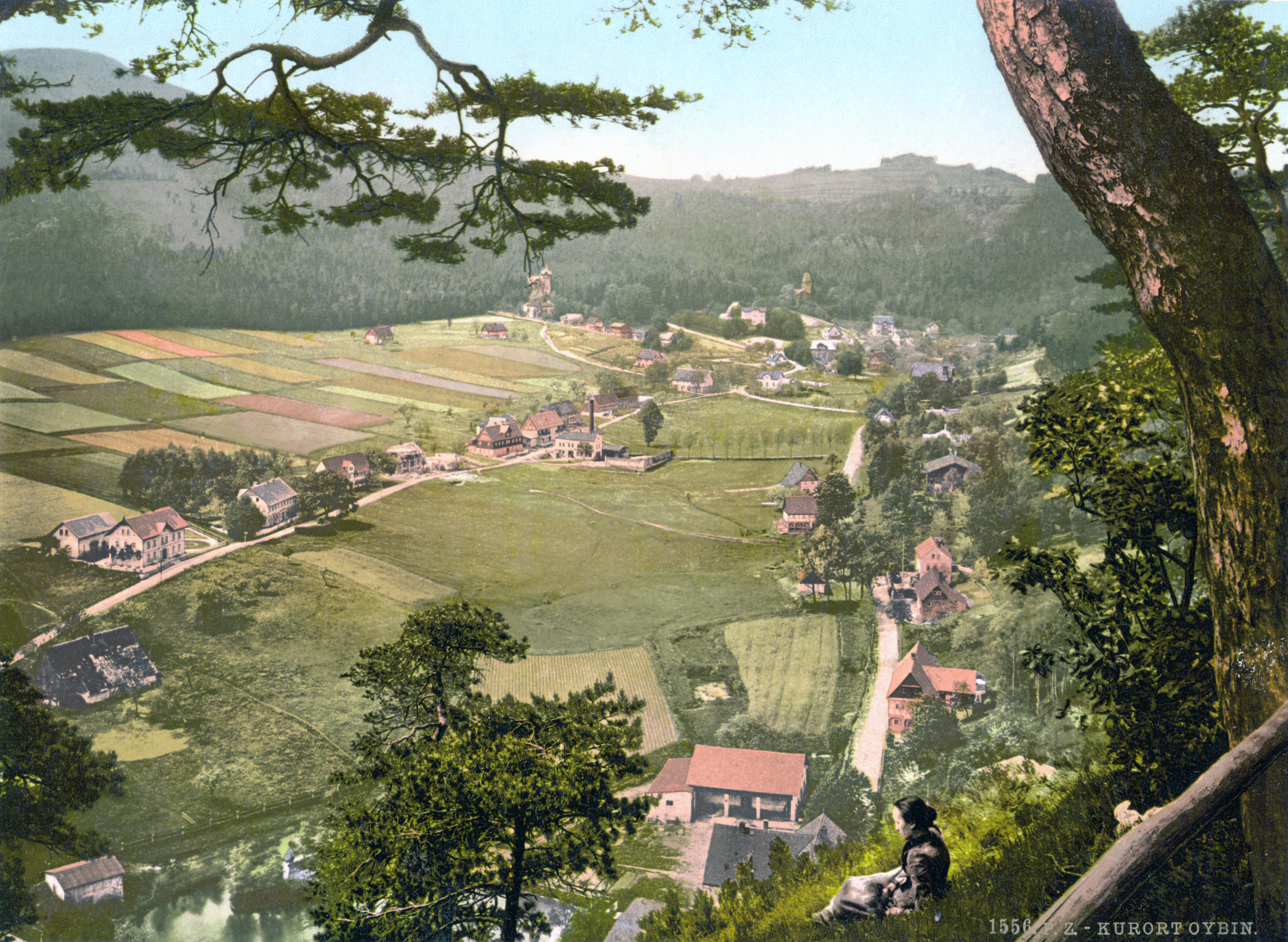
Oybin um 1900

Der Ort selber wurde schon im Jahre 1873 in den Verband sächsischer Sommerfrischen aufgenommen. 1890 erfolgte die Eröffnung der Schmalspurbahn. Seit 1930 trug Oybin den Titel Kurort, zählt jedoch weder zu den „staatlich anerkannten Kurorten“ noch zu den „staatlich anerkannten Erholungsorten“ im Freistaat Sachsen.
In der DDR-Zeit zu Beginn der 1970er Jahre wurde im Ort ein Pionierferienlager „Rudi Arndt“ eingerichtet, das bis etwa 1993 genutzt wurde.

### Ortsnamenformen
1290: Ztenco de Moibin, 1316: Oywin, 1320: Owin, 1346: Moywyn, 1369: Oybin, 1370 (um 1370): Moyben, Owben, Oyben, 1428: uff dem Moyben, Oywyn, Oybin, 1474: uffn Oywin, 1494: monasterium montis paracliti, 1530: Vbin, 1875: Oybin, 1939: Oybin, Kurort
Oybin gehört zu den wenigen kleineren Orten in Deutschland, die im Rechtschreibduden verzeichnet sind.

### Verwaltungszugehörigkeit
1777: Görlitzer Kreis, 1843: Landgerichtsbezirk Löbau, 1856: Gerichtsamt Zittau, 1875: Amtshauptmannschaft Zittau, 1952: Kreis Zittau, 1994: Landkreis Löbau-Zittau, 2008: Landkreis Görlitz

### Einwohnerentwicklung
Im Jahr 1777 gab es in Oybin 24 Gärtner, 91 Häusler und 6 Wüstungen. Die Entwicklung der Einwohnerzahl zeigt die folgende Tabelle.
| Jahr      | 1834 | 1871 | 1890 | 1910 | 1925  | 1939  | 1946  | 1950  | 1964  | 1990  | 2000  | 2007  | 2009  | 2012  | 2013  | 2020  | 2021  |
| Einwohner | 700  | 735  | 679  | 784  | 1.157 | 1.067 | 1.600 | 1.693 | 1.570 | 1.204 | 1.667 | 1.546 | 1.524 | 1.453 | 1.479 | 1.324 | 1.325 |

## Politik

### Gemeinderat
Seit der Gemeinderatswahl am 9. Juni 2024 verteilen sich die 12 Sitze des Gemeinderates folgendermaßen auf die einzelnen Gruppierungen:
- Lückendorfer Förderverein (LVF): 7 Sitze (+ 2)
- BuW: 4 Sitze (± 0)
- Sportfreunde Oybin: 1 Sitz (± 0)

| Gemeinderat ab 2024Insgesamt 12 Sitze - LVF: 7 - BuW: 4 - SFO: 1 | Liste                             | 2024   | 2024   | 2019   | 2019   | 2014   | 2014   |
| Gemeinderat ab 2024Insgesamt 12 Sitze - LVF: 7 - BuW: 4 - SFO: 1 | Liste                             | Sitze  | in %   | Sitze  | in %   | Sitze  | in %   |
| Gemeinderat ab 2024Insgesamt 12 Sitze - LVF: 7 - BuW: 4 - SFO: 1 | Lückendorfer Förderverein         | 7      | 50,5   | 5      | 37,7   | 1      | 12,9   |
| Gemeinderat ab 2024Insgesamt 12 Sitze - LVF: 7 - BuW: 4 - SFO: 1 | BuW                               | 4      | 38,0   | 4      | 32,0   | –      | –      |
| Gemeinderat ab 2024Insgesamt 12 Sitze - LVF: 7 - BuW: 4 - SFO: 1 | SFO                               | 1      | 7,2    | 4      | 13,7   | –      | –      |
| Gemeinderat ab 2024Insgesamt 12 Sitze - LVF: 7 - BuW: 4 - SFO: 1 | Bündnis Oberlausitz/Freie Sachsen | –      | 4,3    | –      | –      | –      | –      |
| Gemeinderat ab 2024Insgesamt 12 Sitze - LVF: 7 - BuW: 4 - SFO: 1 | Linke                             | –      | –      | 1      | 9,6    | 2      | 15,5   |
| Gemeinderat ab 2024Insgesamt 12 Sitze - LVF: 7 - BuW: 4 - SFO: 1 | CDU                               | –      | –      | 1      | 7,0    | 4      | 45,0   |
| Gemeinderat ab 2024Insgesamt 12 Sitze - LVF: 7 - BuW: 4 - SFO: 1 | FWV Oybin                         | –      | –      | –      | –      | 1      | 10,7   |
| Gemeinderat ab 2024Insgesamt 12 Sitze - LVF: 7 - BuW: 4 - SFO: 1 | Wahlbeteiligung                   | 77,4 % | 77,4 % | 72,6 % | 72,6 % | 60,8 % | 60,8 % |

### Bürgermeister

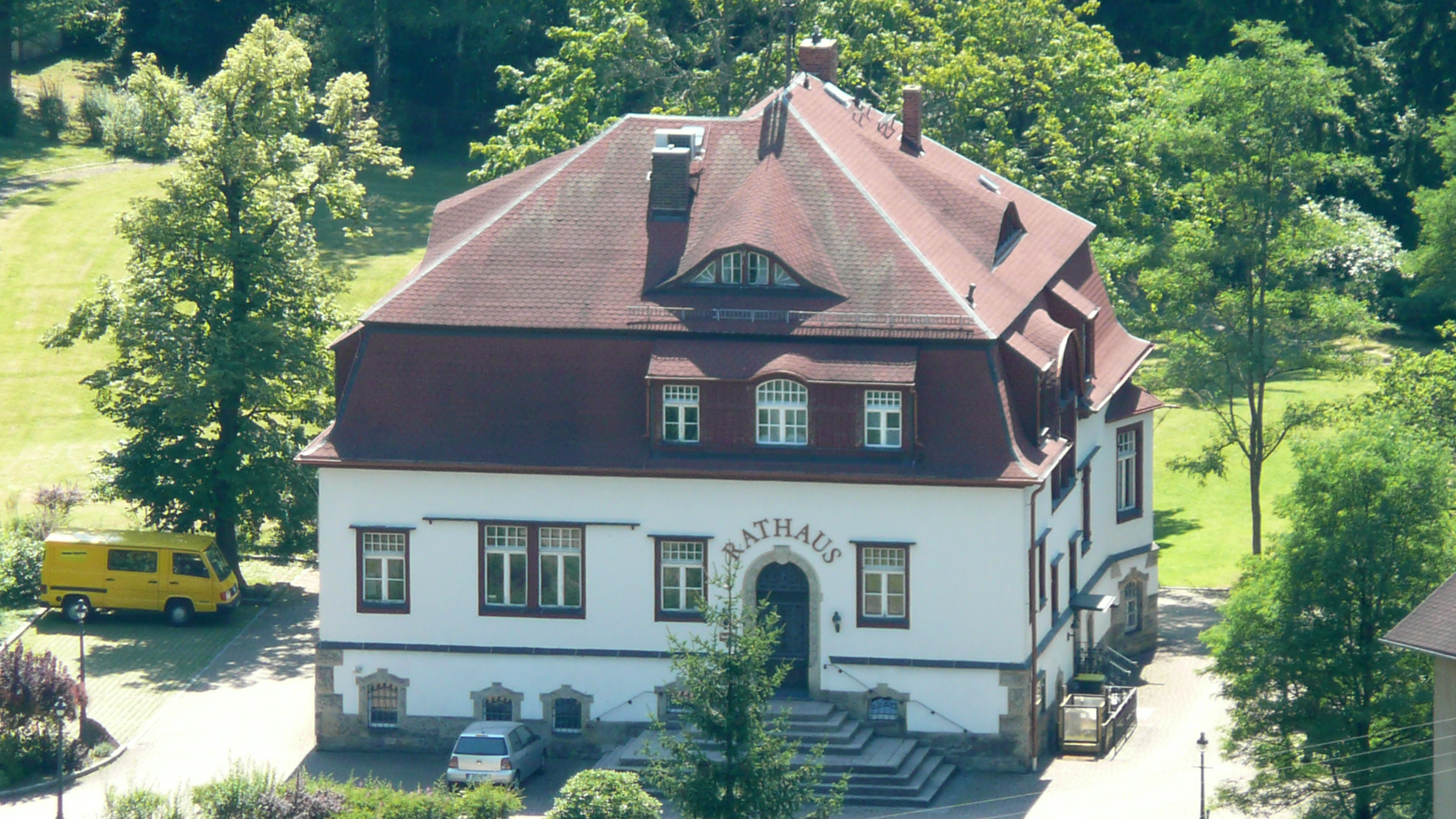
Rathaus von Oybin (bis 2022)

Bürgermeister Tobias Steiner wurde als SPD-Mitglied gewählt, trat aber Anfang 2024 aus der Partei aus. Schon 2018 trat er als Einzelbewerber an.
| Wahl | Bürgermeister    | Vorschlag | Wahlergebnis (in %) |
| ---- | ---------------- | --------- | ------------------- |
| 2025 | Tobias Steiner   | Steiner   | 92,7                |
| 2018 | Tobias Steiner   | Steiner   | 48,0                |
| 2011 | Hans-Jürgen Goth | Linke     | 74,5                |
| 2004 | Hans-Jürgen Goth | PDS       | 95,1                |

## Kultur und Sehenswürdigkeiten

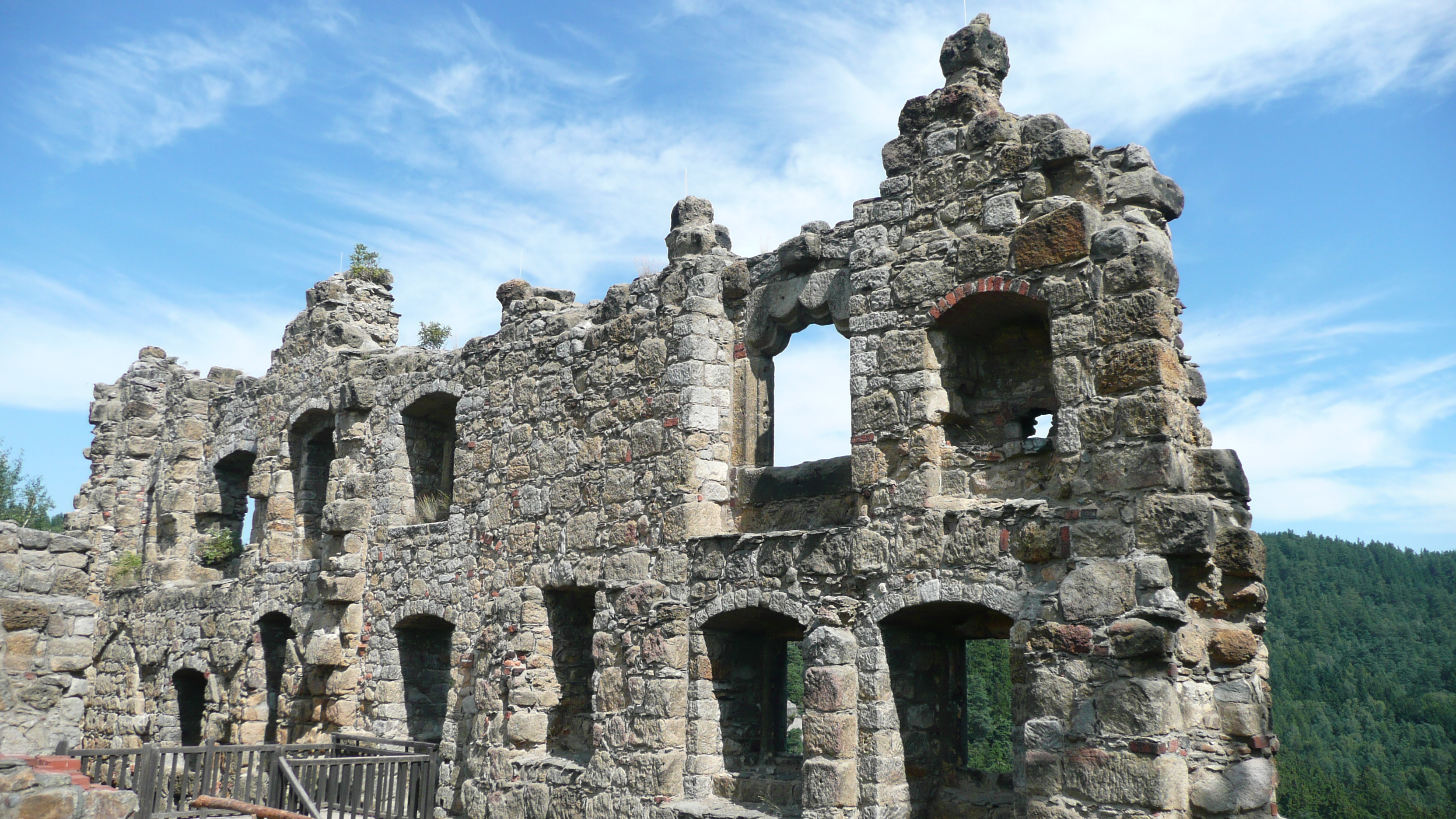
Burgruine auf dem Berg Oybin

- die 1734 errichtete barocke Bergkirche am Aufgang zum Berg Oybin
- Kloster- und Burgruine mit Museum sowie Camera Obscura auf dem Berg Oybin
- Züge der Cölestinermönche an der Burgruine (gestützt durch den Verein „Historische Mönchszüge – Berg Oybin e. V.“)
- Umgebindehäuser
- Bahnhof Kurort Oybin mit kleinem Museum zur Geschichte der Schmalspurbahn
- Teufelsmühle

## Wanderziele und Naturdenkmale

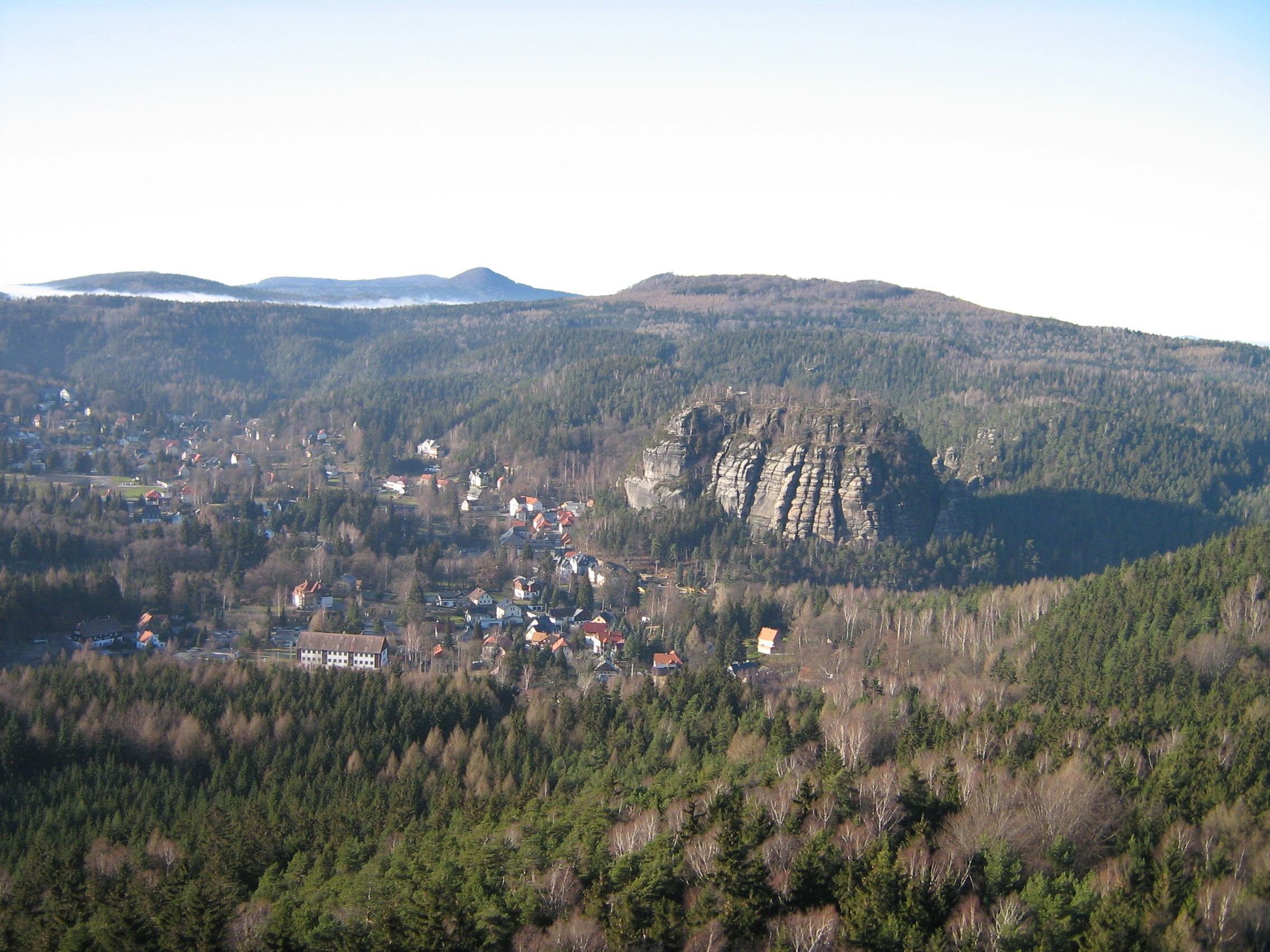
Blick vom Scharfenstein auf Oybin und Lausche

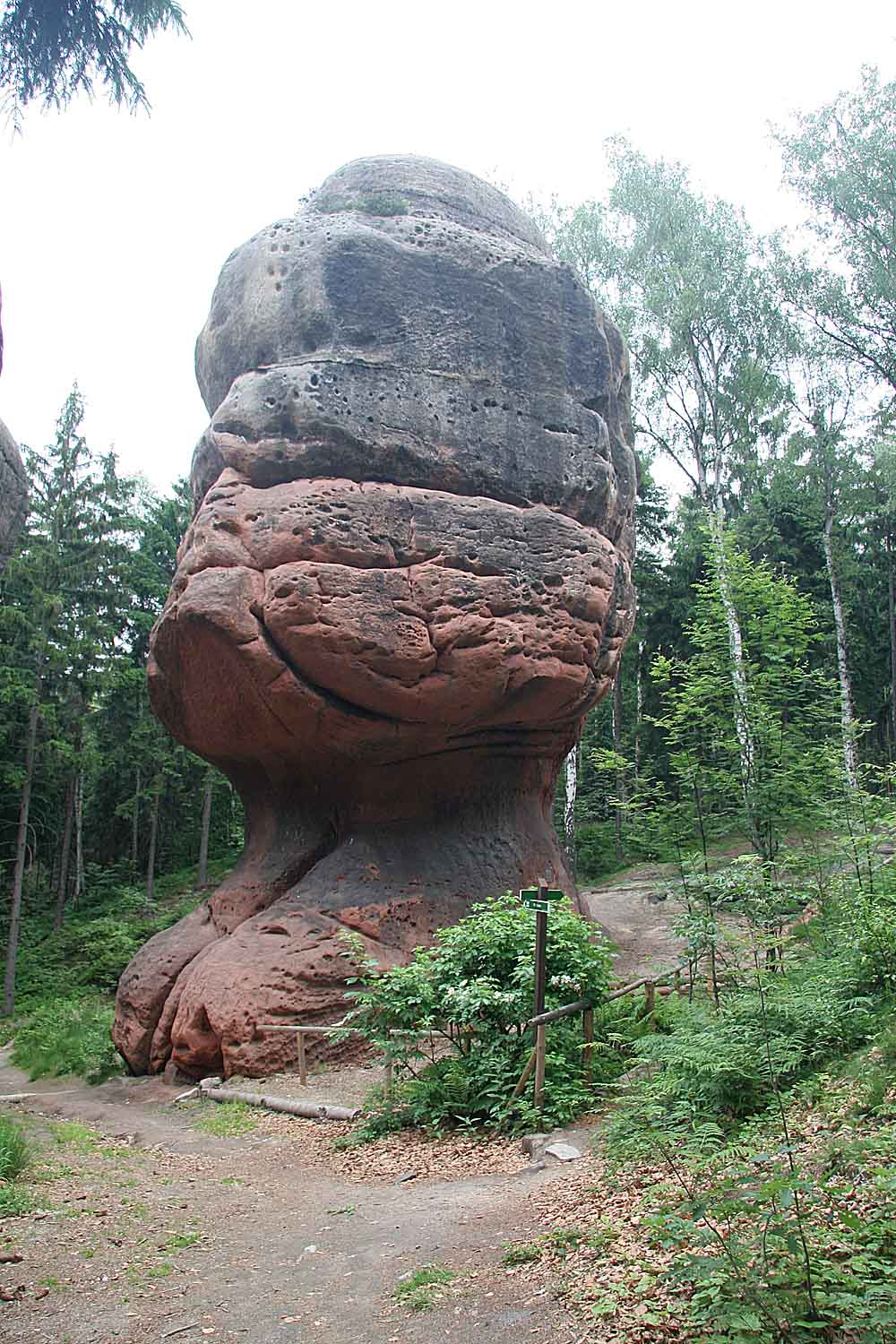
Kelchstein

- Rosensteine mit Kelchstein (roter Felsen mit eigenwilliger Kelchform)
- Große Felsengasse mit „Muschelsaal“ und Klettersteig „Alpiner Grat“
- Scharfenstein
- Hochwald mit Aussichtsturm und zwei Bergbauden
- Töpfer mit Bergbaude
- Ameisenberg
- Berg Oybin

## Gedenkstätten
Eine Gedenkanlage im Felsmassiv am Aufgang zum Berg Oybin erinnert an 49 während des Zweiten Weltkrieges ermordete bzw. umgekommene sowjetische Kriegsgefangene und Zwangsarbeiter. Unter ihnen war ein Kind.

## Sport
Oybin verfügt über eine marode hölzerne Ski-Sprungschanze, unter der die Straße von Oybin zum Ortsteil Hain hindurchführt, und eine ebenfalls nicht mehr benutzbare Natur-Rodelbahn. Durch die zahlreichen Sandsteinfelsen ist auch das Klettern sehr beliebt.
Seit 2000 findet jeweils im August das Lückendorfer Bergrennen statt, eine Gleichmäßigkeitsfahrt über eine Strecke von 4 km zwischen Zittau-Eichgraben und Oybin-Lückendorf.

## Persönlichkeiten
Mit Oybin verbunden sind:
- Alfred Moschkau (1848–1912), Publizist, Lyriker, Regionalforscher, Vertrauensmann der Sächsischen Denkmalkommission, wissenschaftlicher Philatelist, Gründer des Oybin-Museums
- Ingeborg Gude (1890–1963), norwegische Künstlerin, Puppenmacherin und Autorin
- Hans Kühn (1908–2009), Oberlausitzer Komponist und Heimatsänger, seit 1998 Ehrenbürger von Oybin
- Kurt David (1924–1994), Schriftsteller
- Ute Gähler (* 1941), Rennrodlerin
- Renate Blume (* 1944), Schauspielerin, arbeitete nach 1992 in Oybin.
- Heinz Eggert (* 1946), CDU-Politiker, sächsischer Innenminister, war Gemeindepfarrer in Oybin
- Matthias Buse (* 1959), Skispringer, Weltmeister von der Normalschanze 1978, Zweiter der Vierschanzentournee 1977/78
- Andreas Götze (* 1953), Turner und Journalist
- Alwin Herbert Schütze (1920–2017), Wehrleiter der Feuerwehr Oybin (1963–1992), seit 2010 Ehrenbürger von Oybin